# 托京褐扁颅蝠
托京褐扁颅蝠（学名：Tylonycteris tonkinensis），一种分布于越南、老挝及中国南方地区的蝙蝠，隶属于蝙蝠科扁颅蝠属。本种原被归入褐扁颅蝠（Tylonycteris robustula），2017年研究人员对东南亚的褐扁颅属物种进行了系统分析，将中南半岛北部的褐扁颅蝠分立为独立物种。2021年发布的《中国兽类名录（2021版）》中将中国境内分布的褐扁颅蝠改为本种记录。